# Antonio Frigerio
Antonio Frigerio (Cantù, 16 aprile 1940 – Mariano Comense, 3 giugno 2014) è stato un cestista e allenatore di pallacanestro italiano.

## Carriera
Conosciuto come "Tonino", ha giocato nella Pallacanestro Cantù dal 1958 al 1969, vincendo lo scudetto da capitano nella stagione 1967-1968. 
Nel 1969-1970 è nel roster della Brill Cagliari alla prima stagione in serie A, successivamente milita nel Vigevano e in Svizzera nel Bellinzona di cui sarà anche allenatore.
In Nazionale ha disputato le 9 partite dell'Europeo del 1963, realizzando 15 punti.
È morto il 3 giugno 2014 all'età di 74 anni.

## Palmarès
- Campionato italiano: 1

Pall. Cantù: 1967-1968